# ساکرا
ساکرا (به چینی ساده شده: 天龙八部之乔峰传؛ چینی سنتی: 天龍八部之喬峯傳) یک فیلم ووشیا محصول سال ۲۰۲۳ به کارگردانی و بازی دانی ین است که همچنین تهیه‌کننده فیلم با وانگ جینگ است. این فیلم از رمان نیمه خدایان و نیمه شیاطین نوشته جین یونگ اقتباس نشده است. در این فیلم دانی ین، چن یوچی و سیا لیو ایفای نقش می‌کنند و در سال نو چینی ۲۰۲۳ در پلتفرم‌های خدمات رسانه‌ای بر فراز اینترنت در چین منتشر شد. همچنین در ۱۶ ژانویه ۲۰۲۳ در سینماهای مالزی اکران شد.
داستان فیلم دربارهٔ یک رزمی‌کار درستکار است که به اشتباه به قتل متهم شده و مجبور به فرار می‌شود. حال او تلاش می‌کند گذشته اسرارآمیز خود و دشمنان ناشناخته‌ای که قصد نابودی او را دارند را کشف کند اما…

## تولید
فیلمبرداری اصلی فیلم در ۲۷ ژوئیه ۲۰۲۲ آغاز شد و در اکتبر ۲۰۲۲ به پایان رسید.